# Сантуш-и-Каштру, Фернанду Аугушту
Фернанду Аугушту Сантуш-и-Каштру (порт. Fernando Augusto Santos e Castro, 20 июля 1922, Фуншал, Португалия — 10 ноября 1983, Коимбра, Португалия) — португальский государственный деятель и колониальный администратор, генерал-губернатор Анголы (1972—1974).

## Биография
Получил сельскохозяйственное образование в Институте агрономии в Лиссабоне. Профессия
Являлся лидером Палаты студентов и Португальской Анголе.
- 1958—1961 гг. — руководитель аппарата министра сельского хозяйства,
- 1961—1967 гг. — начальник бюро технической штаба Генерального директората Агросервиса,
- 1968—1970 гг. — заместитель мэра Лиссабона,
- 1969 г. — президент Национальной федерации производителей,
- 1970—1971 гг. — мэр Лиссабона,
- 1972—1974 гг. — генерал-губернатор Анголы.

Избирался депутатом португальского парламента (1965—1969).

## Награды
| Страна     | Дата          | Награда                                                                              | Награда                                                                              | Литеры |
| ---------- | ------------- | ------------------------------------------------------------------------------------ | ------------------------------------------------------------------------------------ | ------ |
| Португалия | 1 июля 1961 — | Командор ордена «За аграрные и промышленные заслуги» дивизиона «За аграрные заслуги» | Командор ордена «За аграрные и промышленные заслуги» дивизиона «За аграрные заслуги» | ComMA  |